# اسکار پینتی
اسکار پینتی (انگلیسی: Óscar Pianetti؛ زادهٔ ۱ اکتبر ۱۹۴۲) بازیکن فوتبال اهل آرژانتین است.
از باشگاه‌هایی که در آن بازی کرده‌است می‌توان به باشگاه فوتبال کولو-کولو و باشگاه فوتبال بوکا جونیورز اشاره کرد.